# Węzeł kolejowy

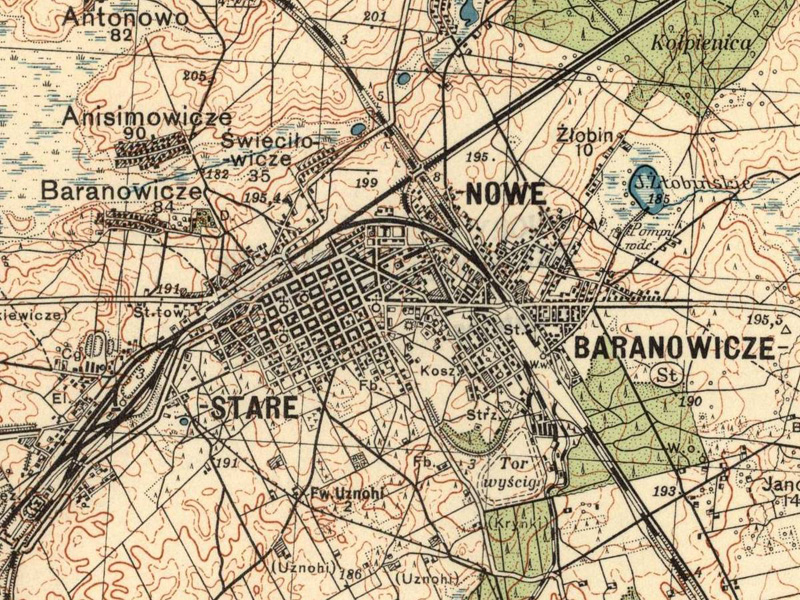
Węzeł kolejowy w Baranowiczach (1934)

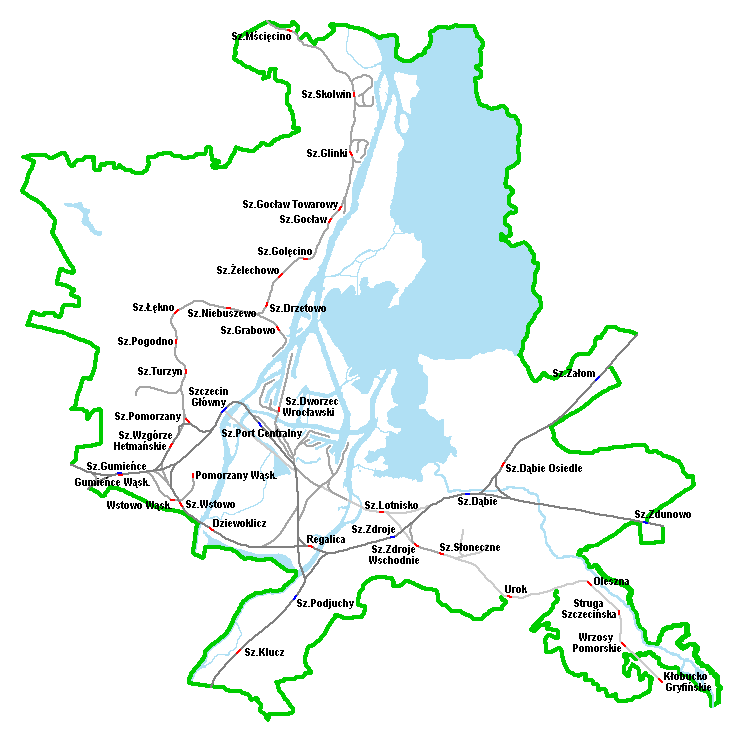
Schemat szczecińskiego węzła kolejowego

Węzeł kolejowy – zespół posterunków ruchu i punktów ekspedycyjnych znajdujących się na stacji węzłowej lub w jej rejonie.
Według definicji PKP PLK węzłem kolejowym nazywany jest zespół stacji i posterunków ruchu kolejowego sąsiadujących ze sobą, którego granice ustala Zarząd Spółki PKP Polskie Linie Kolejowe.
Na świecie obowiązują różne definicje, często za węzeł uważa się skrzyżowanie dwóch linii kolejowych o tej samej technologii. Istotna jest także intensywność ruchu.
Pierwszym węzłem kolejowym był w 1831 Newton Junction koło miejscowości Newton-le-Willows w Merseyside. Według źródeł pierwszy węzeł w Niemczech powstał w 1841 w Köthen (Anhalt).
Obecnie największym węzłem kolejowym na półkuli zachodniej jest Chicago, krzyżuje się tu 41 linii kolejowych, a w ciągu doby jest odprawiane około 1500 pociągów.

## Polska
Węzły kolejowe w Polsce:
- Białostocki węzeł kolejowy
- Bielski węzeł kolejowy
- Bydgoski węzeł kolejowy
- Częstochowski węzeł kolejowy
- Ełcki węzeł kolejowy
- Gliwicki węzeł kolejowy
- Iławski węzeł kolejowy
- Katowicki węzeł kolejowy
- Koniński węzeł kolejowy
- Krakowski węzeł kolejowy
- Korszeński węzeł kolejowy
- Kutnowski węzeł kolejowy
- Lubelski węzeł kolejowy
- Łódzki węzeł kolejowy
- Łukowski węzeł kolejowy
- Olsztyński węzeł kolejowy
- Opolski węzeł kolejowy
- Pilski węzeł kolejowy
- Poznański węzeł kolejowy
- Przeworski węzeł kolejowy
- Raciborski węzeł kolejowy
- Rzeszowski węzeł kolejowy
- Skarżyski węzeł kolejowy
- Stargardzki węzeł kolejowy
- Szczeciński węzeł kolejowy
- Tarnogórski węzeł kolejowy
- Tczewski węzeł kolejowy
- Toruński węzeł kolejowy
- Trójmiejski węzeł kolejowy (Gdańsk, Gdynia, Sopot)
- Wałbrzyski węzeł kolejowy
- Warszawski węzeł kolejowy
- Wodzisławski węzeł kolejowy
- Wrocławski węzeł kolejowy

## Świat
Przykłady największych węzłów:
- Berliński węzeł kolejowy
- Moskiewski węzeł kolejowy